# Mistralazhdarcho
Mistralazhdarcho (il cui nome significa "Azhdarcho del maestrale") è un genere estinto di pterosauro azhdarchide vissuto nel Cretaceo superiore, circa 72-75 milioni di anni fa (Campaniano), in depositi nei pressi di Aix-en-Provence, in Francia. Il genere contiene una singola specie, ossia M. maggii.

## Descrizione
Mistralazhdarcho è un grande pterosauro azhdarchide. Si stima che l'omero, completo, fosse lungo circa 19 centimetri, il che indicherebbe un'apertura alare di 424 centimetri, usando la formula ideata da Alexandr Averianov. Un altro metodo possibile è estrapolare l'apertura alare dallo scheletro noto dell'azhdarchide Zhejiangopterus, che produce una stima di 485 centimetri. Entrambe le stime sembrano avvalorare l'ipotesi che l'individuo dell'olotipo possedesse un'apertura alare di circa 4,5 metri (15 piedi). Tuttavia, il grado di ossificazione elle ossa mostra che l'esemplare tipo rappresenta un animale ancora in crescita. È stato stimato che un esemplare adulto potesse avere un'apertura alare di 5-6 metri (16.5-20 piedi).
Gli autori della descrizione dell'animale hanno indicato alcuni tratti distintivi, tra i quali un'autapomorfia, una caratteristica unica derivata. La superficie superiore della sinfisi della mandibola mostra un'elevazione ben sviluppata sulla linea mediana in una posizione relativamente avanzata di 18 centimetri dietro la punta della mandibola, rispetto ai 32 centimetri di Alanqa. Un secondo tratto è solo una possibile autapomorfia. La punta delle mandibola è leggermente curva verso il basso. Tuttavia, questa caratteristica potrebbe essere condizionata dal genere Aerotitan che non presenta una punta così curva. Nella sua descrizione originale, Aerotitan sembrava mancare i tale caratteristica. Tuttavia, gli autori della descrizione, mentre studiavano Mistralazhdarcho, conclusero che la descrizione originale di Aerotitan era probabilmente sbagliata e il suo olotipo ricurvo non rappresentava la metà della mandibola, ma la parte finale frontale di quest'ultima. La mandibola parziale dell'esemplare tipo è lunga 26 centimetri (10 pollici), sebbene completa sarebbe stata lunga il doppio. La mandibola si presenta lunga e dalla punta aguzza, vista lateralmente. La parte dorsale della mandibola è piatta e ricoperta da piccole rughe e increspature che in vista supportavano il becco cheratinoso.
Inoltre, è stata riconosciuta una combinazione unica di tratti che di per sé non sono unici. La superficie superiore della sinfisi o fusione delle mandibola presenta creste elevate ma smussate sui bordi. Questa sinfisi ha una sezione trasversale a V, quindi priva di una cresta inferiore. La parte inferiore del complesso atlante-epistrofeo è piatta. Nelle vertebre cervicali medie le articolazioni frontali, le prezygapofisi, divergono leggermente. L'omero è relativamente corto rispetto al radio, con il 66% della sua lunghezza.

## Classificazione
Mistralazhdarcho è stato collocato dagli autori della sua descrizione all'interno della famiglia Azhdarchidae, senza un'analisi cladistica esatta. L'elevazione della sinfisi, caratteristica condivisa con Alanqa, un altro azhdarchide vissuto nel Cretaceo superiore nelle Kem Kem Beds del Marocco, suggerisce una stretta relazione tra i due generi.

## Storia della scoperta
Nel 1992, Xavier Valentin a Velaux-La Bastide Neuve, nel sud della Francia, scoprì un ricco giacimento fossilifero. Tra il 2009 e il 2012 vennero rinvenuti diversi resti di pterosauro. Questi esemplari fossili vennero riportati nella letteratura scientifica solo nel 2015.
Nel 2018, la specie tipo Mistralazhdarcho maggii venne nominata e descritta da Romain Vullo, Géraldine Garcia, Pascal Godefroit, Aude Cincotta e Xavier Valentin. Il nome generico, Mistralazhdarcho, fa riferimento al nome francese del maestrale (mistral), un vento settentrionale tipico dell'area della scoperta dell'animale, unito al nome del genere Azhdarcho, il genere tipo di Azhdarchidae, usato comunemente tra i membri della famiglia. Il nome specifico, maggii, onora Jean-Pierre Maggi, sindaco di Velaux, per il suo sostegno al progetto paleontologico La Bastide Neuve.
L'olotipo, MMS / VBN.09.C.001, è stato scoperto in uno strato di arenaria del bacino di Aix-en-Provence, risalente al tardo Campaniano, circa 72 milioni di anni. L'olotipo Consiste in uno scheletro parziale con teschio. Contiene la sinfisi della mandibola, il complesso di atlante ed epistrofeo della parte anteriore del collo, una vertebra cervicale media, l'omero sinistro, un pezzo dell'omero destro, il radio sinistro, lo pteroide destro, un frammento del quarto metacarpo, la parte prossimale della prima falange del dito dell'ala, la parte distale della stessa falange e quattro frammenti ossei che non potevano essere identificati, tra cui una superficie articolare. Lo scheletro non è stato ritrovato articolato, ma le ossa sono state scoperte su una superficie limitata di cinque metri quadrati all'interno della superficie totale di 140 metri quadrati formata dallo strato fossile. Pertanto è stato concluso che rappresentassero un singolo individuo, probabilmente subadulto.

## Paleoecologia
Mistralazhdarcho rappresenta il primo pterosauro risalente al Campaniano-Maastrichtiano nominato nell'Europa occidentale. L'animale rappresenta una classe di dimensioni intermedie tra gli azhdarchidi europei, tra il più piccolo Eurazhdarcho, con un'apertura alare di 3 metri, e il gigantesco Hatzegopteryx.